# Rudolf Martin (actor)
Rudolf Martin (Berlín, 31 de julio de 1967) es un actor alemán.

## Biografía
Sus roles más conocidos son los de Vlad Drácula en Dark Prince: The true story of Dracula, Axl Torvalds en Operación Swordfish, Strassmann en Soundless, el terrorista Ari Haswari en NCIS y otros roles en muchas series de televisión.
Rudolf Martin (a veces escrito como Rudolph) estudió literatura americana e inglesa en Berlín y arte del teatro en París. Luego estuvo en el Lee Strasberg Theatre Institut en Nueva York.
Su primero rol profesional fue en el cortometraje The Dutch Master (nominado por al Oscar en 1994).
Hasta 1999 Martin vivió en Nueva York. Luego se trasladó a Los Ángeles en búsqueda de una carrera más grande.
En 2011 Martin participó en el Femme Fatale Tour de Britney Spears haciendo de acosador.

## Filmografía
- Die Jagd nach der heiligen Lanze (2009)
- Raven (2009)
- Heiße Spur - Cry no more (2008)
- Pig (2008)
- The Hitchhiking Game (2008)
- Sunrise (2007)
- Hyenas (2006)
- Last Exit (2006)
- Two Nights (cortometraje)(2006)
- Hoboken Hollow / Destino Macabro (2005)
- River’s End (2005)
- Paparazzo (2004)
- Bloodlines (2004)
- Soundless (2004)
- The Scoundrel’s Wife (conocida también como Home Front, 2002)
- Operación Swordfish (2001)
- Dark Prince: The true story of Dracula / también conocido como Vlad, el Príncipe de la Oscuridad (2000)
- Bedazzled / Al diablo con el diablo (2000)
- Punks (2000)
- When (1999)
- Watershed (1999)
- High Art (1998)
- Fall (1997)
- Run for Cover (1995)
- Café Babel (1995)
- The Dutch Master (1994)

## Series de Televisión
- Mad Men (2008)
- Moonlight (2007)
- Dexter (2006)
- Stargate SG-1 (2006)
- NCIS Naval Criminal Investigative Service (en 5 episodios) (2004/2005)
- Crossing Jordan (2005)
- CSI: Miami (2004)
- CSI: Crime Scene Investigation (2003)
- Judging Amy (2003)
- Enterprise/Star Trek (2002)
- 24 (serie) (2001/2002)
- Buffy la cazavampiros (2000)
- Beggars & Choosers (1999)
- Sliders (1999)
- All my Children (1993 – 1996)